# Азарапет
Азарапе́т (арм. Հազարապետ, (hazarapet), «тысяцкий», «тысяченачальник») — древнеармянская военная должность и придворный титул. Глава придворной наследственной службы, имевший распространение в Великой Армении, где азарапетами назывались те лица в государстве, которые ведали финансами и налогами. В армянском переводе Нового завета азарапет соответствует греческому «οικονομος» (эконом). Эта служба являлась прерогативой родов Гнуни и Аматуни и передавалась по наследству представителям этих родов.